# بريجيت باردو
بريجيت باردو (بالفرنسية: Brigitte Bardot، ولدت في 28 سبتمبر 1934، في باريس) ممثلة ومغنية فرنسية تعدّ من أكثر الممثلات شهرة في ذلك الوقت دخلت من ضمن الفنانات الأسطوريات أمثال مارلين مونرو، اليزابيث تايلور، أودري هيبورن، وكاثرين هيبورن الخ... قال النقاد ان بريجيت باردو انتقلت من حياة أُسرية هادئة الي حياة الشهرة والأضواء حيث استقطبت الجماهير في فيلم وخلق الله امرأة ومن ذلك الفيلم ظهرت باردو بإسلوبها المرح كي تسرق قلوب المعجبين في كافة أنحاء العالم ولكن في نفس الوقت كانت بريجيت  مكروهة على مستوى المؤسسة العامة للاحزاب والكنائس المسيحية.
قالوا عنها (إن بريجيت مجرد شخصية فضائحية وتخوض في مرجل الجحيم)، قامت بريجيت بأعمال مثيرة للجدل انتقدت بسببها، ولكنها كسبت شهرة جماهرية كبيرة، من أشهر أعمالها وخلق الله امراة في عام 1956 حلت سماء الليل 1958 تحيا ماريا 1965 شالوكو 1968 في عام 1974 اعتزلت بريجيت باردو من عالم الاضواء وذلك لتكريس حياتها للدفاع عن حقوق الحيوانات.. تزوجت فور اعتزلها من رجل أعمال فرنسي مشهور كان يؤيد اليمين المتطرف فانتقدتها الصحافة بقسوة، وقد تطلقت بعد عدة سنوات.. وكانت قد تولت المطالبة بالدفاع عن حقوق الحيوانات وفي عام 1987 انخرطت باردو في جمعية عالمية تدافع عن الحيوانات وقد أصبحت قدوة لكثير من الآخرين وارادو ان يقلدوها أمثال كايلي مينوغ مادونا ماريا كاري ريانا وكثير من الفنانات والممثلات.
أثارت بريجيت الجدل خلال العقد الأول من القرن الحادي والعشرين، لانتقادها الهجرة والإسلام في فرنسا، وتم تغريمها خمس مرات بسبب التحريض على الكراهية العنصرية. ففي كتابها لعام 1999 Le Carré de Pluton («ساحة بلوتو»)، تنتقد باردو الإجراء المستخدم في ذبح الأغنام في طقوس عيد الأضحى. بالإضافة إلى ذلك، كتبت باردو في قسم من الكتاب بعنوان «رسالة مفتوحة إلى بلدي المفقود فرنسا» أن «بلدي، فرنسا، ووطني، يتم غزو أرضي مرة أخرى بسبب الزيادة السكانية من الأجانب، وخاصة المسلمين». لهذا التعليق، غرمت من المحكمة الفرنسية 30 ألف فرنك في يونيو 2000. وقد غرمت في عام 1997 على النشر الأصلي لهذه الرسالة المفتوحة في لو فيغارو ومرة أخرى في عام 1998 لإبداء ملاحظات مماثلة.

## نشاط حقوق الحيوان
أنشأت بريجيت باردو عام 1986 مؤسسة لرعاية الحيوانات وحمايتها، كما أنها أصبحت نباتية بالإضافة جمعت ثلاثة ملايين فرنك لتمويل المؤسسة عن طريق بيع المجوهرات والمتعلقات الشخصية بالمزاد العلني. كما أنها ناشطة قوية في مجال حقوق الحيوان ومعارضه رئيسية لاستهلاك منتجات اللحوم الخيل والمواشي. ودعماً لحماية الحيوان، أدانت صيد الفقمات في كندا خلال زيارة إلى ذلك البلد.
ذات مرة قامت بإخصاء حمار أحد جيرانها بسبب «التحرش الجنسي» الذي لحق بحمارها وفرسها، والذي رفعه صاحب الحمار إلى المحكمة عام 1989. كما كتبت باردو رسالة عام 1999 إلى الرئيس الصيني جيانغ زيمين، نُشرت في مجلة VSD الفرنسية، حيث اتهمت الصينيين «بتعذيب الدببة وقتل آخر نمور ووحيد القرن الآسيوي في العالم لعمل منشطات جنسية». وقد تبرعت بأكثر من 140.000 دولار على مدار عامين من أجل برنامج تعقيم شامل وتبني للكلاب الضالة في بوخارست، ويقدر عددهم بـ 300.000.
في أغسطس 2010، وجه باردو رسالة إلى ملكة الدنمارك، مارجريت الثانية من الدنمارك، مناشدة الملك لوقف قتل الدلافين في جزر فارو. في الرسالة، وصف باردو النشاط بأنه «مشهد مروع»: «عار على الدنمارك وجزر فارو... هذا ليس مطاردة بل ذبحًا جماعيًا... تقليد عفا عليه الزمن لا مبرر مقبول له اليوم العالم». وفي 22 أبريل 2011، أدرج وزير الثقافة الفرنسي فريديريك ميتران رسمياً مصارعة الثيران في التراث الثقافي للبلاد. حيث كتبت له باردو رسالة احتجاج شديدة النقد.
في 23 يوليو 2015، أدانت باردو خطة السياسي الأسترالي جريج هانت للقضاء على مليوني قط لإنقاذ الأنواع المهددة بالانقراض مثل كناغر وببغاء الليل.

## وصلات خارجية
- بريجيت باردو على موقع IMDb (الإنجليزية)
- بريجيت باردو على موقع ميتاكريتيك (الإنجليزية)
- بريجيت باردو على موقع الموسوعة البريطانية (الإنجليزية)
- بريجيت باردو على موقع روتن توميتوز (الإنجليزية)
- بريجيت باردو على موقع مونزينجر (الألمانية)
- بريجيت باردو على موقع قاعدة بيانات الأفلام العربية
- بريجيت باردو على موقع ألو سيني (الفرنسية)
- بريجيت باردو على موقع ميوزك برينز (الإنجليزية)
- بريجيت باردو على موقع تيرنر كلاسيك موفيز (الإنجليزية)
- بريجيت باردو على موقع أول موفي (الإنجليزية)